# Dead Zone (Fernsehserie)
Dead Zone ist eine US-amerikanisch-kanadische Fernsehserie, die auf dem gleichnamigen Buch Dead Zone – Das Attentat von Stephen King basiert.
Die Serie wurde von den Lions-Gate-Studios für den US-Kabelsender USA Network produziert und wurde dort ab dem 16. Juni 2002 ausgestrahlt. Die deutschsprachige Erstausstrahlung erfolgte im Februar 2005 auf Syfy. Im deutschen Free-TV erfolgte die Erstausstrahlung der Serie am 31. August 2005 auf dem Privatsender RTL II.
Die Serie wurde von dem langjährigen und inzwischen verstorbenen Star-Trek-Produzenten Michael Piller und dessen Sohn Shawn Piller entwickelt, die zusammen mit Lloyd Segan auch für die Produktion der Serie verantwortlich waren. Ursprünglich war The Dead Zone für das United Paramount Network (UPN) entwickelt worden, die Serie wechselte allerdings noch vor Ausstrahlung der ersten Staffel zum USA Network.
Für die Drehbücher hatte Michael Piller einen schon von Star Trek bekannten offenen Story-Vorschlagsprozess eingerichtet, zu dem theoretisch jeder interessierte Hobby-Autor mit einer kreativen Idee beitragen kann. Für jede neue Staffel gab es einen öffentlich im Internet einsehbaren Writer’s Guide, der jeweils zusammenfasste, wo die Serie am Staffelende stand und wie die Vorschläge für Einzelepisoden beschaffen sein sollten, um eine möglichst hohe Chance auf Realisierung zu haben.
USA Network gab am 19. Dezember 2007 bekannt, dass man die Serie mit dem Ende der sechsten Staffel einstelle.

## Handlung
Hauptperson ist der ehemalige Lehrer John Robert Smith aus Penobscot County im US-Bundesstaat Maine, der nach einem Unfall aus einem sechsjährigen Koma erwacht und seitdem Visionen von Zukunft und Vergangenheit hat, wenn er Objekte oder Personen berührt. Die Fernsehserie orientiert sich an der Buchvorlage. Die Rollen-Konstellation wurde geändert, um sie fernsehtauglicher zu machen. So heiratet Sarah keinen namenlosen Juristen mehr, sondern hat von Johnny einen Sohn und ist die Ehefrau des Sheriffs Bannermann, mit dem Johnny in vielen Episoden zusammenarbeiten muss. Neu eingeführt wurden als Freund Johnnys der schwarze Physiotherapeut Bruce und der undurchsichtige Fernsehprediger Reverend Gene Purdy, der während seines Komas Johnnys Vormund ist. Besonders in der ersten Staffel tauchen Elemente aus dem Buch auf, darunter die Suche nach dem Serienmörder Frank Dodd und der Brand in Cathy’s Steakhouse. Den staffelübergreifenden roten Faden der Serie bildet ab Ende der ersten Staffel John Smith’ Kampf gegen den skrupellosen Politiker Greg Stillson, der einmal den nuklearen Weltuntergang verursachen könnte. Das Attentat aus dem Roman und der Verfilmung taucht zudem in einer Vision, die Bruce mit Johnnys Hilfe hat und die zeigt, was passiert wäre, wenn er Johnny nicht getroffen hätte, auf. In der sechsten Staffel wird schließlich ein neuer Weg in der Handlung eingeschlagen. Sheriff Walt Bannerman kommt bei dem Versuch, Gene Purdy aus seiner brennenden Kirche zu retten, ums Leben. Kurz zuvor tötete Purdy Stillsons „Mann im Hintergrund“ – Malcolm Janus –, der bis dahin vor keiner skrupellosen Methode zurückschreckte, um Stillsons Weg ins Weiße Haus zu ebnen. Als Johnny dem mittlerweile amtierenden Vize-Präsidenten die Hand gibt, erhält er eine Vision, in der das Armageddon ausbleibt. Die Zukunft scheint gerettet, allerdings wird nach Walts Tod sein Computer beschlagnahmt. Es werden nun vom neuen weiblichen Sheriff Anna Turner Untersuchungen gegen ihren Vorgänger eingeleitet, da dieser offensichtlich geheime Konten besaß.

## Besetzung und Synchronisation
Die deutschsprachige Synchronisation wurde im Studio Hamburg Synchron GmbH nach den Dialogbüchern von Astrid Kollex, Hilke Flickenschildt und Dr. Alexandra von Grote erstellt. Die Dialogregie wurde von Astrid Kollex geleitet.
| Darsteller           | Rolle                           | Hauptrolle | Nebenrolle | Synchronsprecher   |
| -------------------- | ------------------------------- | ---------- | ---------- | ------------------ |
| Anthony Michael Hall | Johnny Smith                    | 1–6        |            | Sascha Draeger     |
| Nicole de Boer       | Sarah Bracknell Bannerman       | 1–6        |            | Jennifer Böttcher  |
| Chris Bruno          | Sheriff Walter „Walt“ Bannerman | 1–5        | 6          | Wolfgang Wagner    |
| John L. Adams        | Bruce Lewis                     | 1–6        |            | Jan-David Rönfeldt |
| Spencer Achtymichuk  | Johnny „JJ“ Bannerman           |            | 1–5        |                    |
| Connor Price         | Johnny „JJ“ Bannerman           | 6          |            |                    |
| David Ogden Stiers   | Reverent Gene Purdy             |            | 1–6        | Klaus Nietz        |
| Sean Patrick Flanery | Greg Stillson                   |            | 1–6        | Stephan Schwartz   |
| Bill Mondy           | Deputy Roscoe                   |            | 1–6        | Lennardt Krüger    |
| Garry Chalk          | James Stillson                  |            | 1–4        | Eberhard Haar      |
| Kristen Dalton       | Dana Bright                     |            | 1–2, 5     | Marion von Stengel |
| Johanna Olson        | Kate                            |            | 2–6        |                    |
| Frank Whaley         | Christopher Wey                 |            | 2–3        | Erik Schäffler     |
| Sarah Wynter         | Rebecca Caldwell                |            | 3–4        | Marion Martienzen  |
| Martin Donovan       | Malcolm Janus                   |            | 4–6        | Frank Röth         |
| Laura Harris         | Miranda Ellis                   |            | 4–5        | Victoria Sturm     |
| Jennifer Finnigan    | Alex Sinclair                   |            | 4, 6       | Celine Fontanges   |
| Cara Buono           | Anna Turner                     | 6          |            | Eva Michaelis      |